# Dompierre-sur-Charente
Dompierre-sur-Charente är en kommun i departementet Charente-Maritime i regionen Nouvelle-Aquitaine i västra Frankrike. Kommunen ligger  i kantonen Burie som ligger i arrondissementet Saintes. År 2022 hade Dompierre-sur-Charente 483 invånare.

## Befolkningsutveckling
Antalet invånare i kommunen Dompierre-sur-Charente
Referens:INSEE